# Formose Mendy (calciatore 1993)
Formose Jean-Pierre Mendy (Lagny-sur-Marne, 8 ottobre 1993) è un calciatore francese, difensore del Rouen.

## Caratteristiche tecniche
È un difensore centrale.

## Carriera

### Club
Fa il suo debutto da professionista con lo Zulte Waregem il 28 settembre 2013 nel match vinto 4-2 contro il Lokeren.
Nel 2016 viene acquistato dal Red Star. Nel 2020 si trasferisce al Boulogne.

### Nazionale
Ha militato nell'Under-17 francese.
Nell'aprile del 2017 è stato inserito fra i pre-convocati per la Coppa d'Africa 2017 dalla Guinea-Bissau.

## Statistiche

### Presenze e reti nei club
Statistiche aggiornate al 19 maggio 2017.
| Stagione             | Squadra              | Campionato           | Campionato | Campionato | Coppe nazionali | Coppe nazionali | Coppe nazionali | Coppe continentali | Coppe continentali | Coppe continentali | Altre coppe | Altre coppe | Altre coppe | Totale | Totale |
| Stagione             | Squadra              | Comp                 | Pres       | Reti       | Comp            | Pres            | Reti            | Comp               | Pres               | Reti               | Comp        | Pres        | Reti        | Pres   | Reti   |
| -------------------- | -------------------- | -------------------- | ---------- | ---------- | --------------- | --------------- | --------------- | ------------------ | ------------------ | ------------------ | ----------- | ----------- | ----------- | ------ | ------ |
| 2013-2014            | Zulte Waregem        | PL                   | 4          | 0          | CB              | 3               | 0               | -                  | -                  | -                  | -           | -           | -           | 7      | 0      |
| 2014-2015            | Zulte Waregem        | PL                   | 22         | 1          | CB              | 3               | 0               | -                  | -                  | -                  | -           | -           | -           | 25     | 1      |
| 2015-2016            | Zulte Waregem        | PL                   | 7          | 0          | CB              | 0               | 0               | -                  | -                  | -                  | -           | -           | -           | 7      | 0      |
| Totale Zulte Waregem | Totale Zulte Waregem | Totale Zulte Waregem | 33         | 1          |                 | 4               | 0               |                    | -                  | -                  |             | -           | -           | 37     | 1      |
| 2016-2017            | Red Star             | L2                   | 18         | 1          | CdF+CdL         | 0               | 0               | -                  | -                  | -                  | -           | -           | -           | 18     | 1      |
| Totale carriera      | Totale carriera      | Totale carriera      | 51         | 2          |                 | 4               | 0               |                    | -                  | -                  |             | -           | -           | 55     | 2      |